# Hilke Maunder
Hilke Maunder (* 30. Oktober 1961 in Hamburg) ist eine deutsche Journalistin und Autorin von Reiseliteratur.

## Leben
Hilke Maunder studierte Anglistik, Neue Deutsche Literatur und Theaterwissenschaft an der Albert-Ludwigs-Universität Freiburg und der Ludwig-Maximilians-Universität München. Danach arbeitete sie als freie Journalistin und Auslandskorrespondentin.
Sie wurde als Reiseschriftstellerin und Reisebloggerin besonders durch ihre Arbeit zum Thema Frankreich bekannt. Seit 2010 betreibt sie mit Mein Frankreich einen deutschsprachigen Reiseblog.

## Auszeichnungen
2014 wurde Hilke Maunder mit der Verdienstmedaille des Ministers für Tourismus der Französischen Republik (Médaille du Tourisme) ausgezeichnet. 2023 ehrte die Bruderschaft Commanderie du Bau aus Rivesaltes Hilke Maunder für ihre journalistische Tätigkeit in Tourismus und Gastronomie und nahm sie als Ehrenritterin auf.

## Veröffentlichungen (Auswahl)
Frankreich
- Burgund, Christian Verlag, München 2023. ISBN 978-3-95961-751-2
- Temps perdu: Eine Reise zu Frankreichs vergessenen Orten und Lost Places, Frederking & Thaler, München 2022. ISBN 978-3-95416-362-5
- Normandie: 50 Tipps abseits der ausgetretenen Pfade, 360° medien GbR, Mettmann 2022. ISBN 978-3-96855-300-9
- Le Midi, Christian Verlag, München 2022. ISBN 978-3-95961-643-0
- 111 Orte in Toulouse, die man gesehen haben muss. Emons-Verlag, Köln 2021, ISBN 978-3-7408-1091-7
- So viel Frankreich steckt in Deutschland. Magenta-Verlag, Krefeld 2021, ISBN 978-3-944299-23-5
- DuMont-Bildatlas Provence – Das Licht des Südens. DuMont-Reiseverlag, Ostfildern 2018. ISBN 978-3-7701-9394-3
- Marco Polo Languedoc-Roussillon. Verlag Mairdumont, Ostfildern 2017. ISBN 978-3-8297-2815-7

Norddeutschland und Nordeuropa
- DuMont-Bildatlas Nordseeküste Schleswig-Holstein. DuMont Reiseverlag, Ostfildern 2020, ISBN 978-3-7701-9181-9
- DuMont-Bildatlas Ostseeküste Schleswig-Holstein. DuMont-Reiseverlag, Ostfildern 2014. ISBN 978-3-7701-9491-9
- DuMont-Bildatlas Hamburg. DuMont-Reiseverlag, Ostfildern 2012. ISBN 978-3-616-45012-4
- National Geographic Wildes Mecklenburg. G+J/RBA GmbH, Hamburg 2010. ISBN 978-3-86690-169-8
- Baedeker-Reiseführer Kopenhagen. Verlag Karl Baedeker, Ostfildern 2007. ISBN 978-3-8297-1404-4

Australien
- Baedeker smart Australien. Verlag Karl Baedeker, Ostfildern 2019. ISBN 978-3-8297-3374-8
- Australien abseits ausgetretener Pfade: 50 einzigartige Highlights in Westaustralien. 360° medien, Mettmann 2018. ISBN 978-3-947164-61-5
- DuMont-Bildatlas Australien Osten. DuMont-Reiseverlag, Ostfildern 2016. ISBN 978-3-8297-1341-2
- Baedeker-Reiseführer Australia. Verlag Karl Baedeker, Ostfildern 2011. ISBN 978-3-8297-6619-7
- Australien Hören. Silberfuchs-Verlag, Tüschow 2010. ISBN 978-3-940665-22-5
- Baedeker-Reiseführer Australien Osten. Verlag Karl Baedeker, Ostfildern 2008. ISBN 978-3-8297-1162-3
- Die schönsten Reiseziele Australien, Neuseeland, Ozeanien. Kunth-Verlag, München 2006. ISBN 978-3-89944-198-7